# 萨奇·桑德斯
托马斯·欧内斯特·“薩奇”·桑德斯（英語：Thomas Ernest "Satch" Sanders，1938年11月8日—），美國前職業籃球運動員和教練。

## 球員生涯
從紐約大學畢業後，他加入了波士頓塞爾提克。13年球季中，他隨隊獲得8枚冠軍，分別是1961到1966、1968和1969年。在NBA歷史上，只有隊友比爾·羅素和山姆·瓊斯的冠軍次數比他多。1973年，他選擇退休。

## 教練生涯
他曾經在1977到1978年執教於波士頓塞爾提克，不過只有一小段時間。

## 榮譽
他在2011年以貢獻者的身分進入篮球名人堂。